# Batocera davidis
Batocera davidis är en skalbaggsart som beskrevs av Deyrolle 1878. Batocera davidis ingår i släktet Batocera och familjen långhorningar.
Artens utbredningsområde är:
- Laos.
- Taiwan.

Inga underarter finns listade.